# Steenfeld
Steenfeld er en kommune og en by i det nordlige Tyskland, beliggende i Amt Mittelholstein i den sydlige del af Kreis Rendsborg-Egernførde. Kreis Rendsborg-Egernførde ligger i den centrale del af delstaten Slesvig-Holsten.

## Geografi
Kommunen ligger omkring 18 km sydøst for Heide på gestbakker ved Kielerkanalen med færgestedet "Fischerhütte". Den sidste kabelfærge har siden 1992 været udstillet som teknisk mindesmærke. I Steenfeld ligger landsbyerne og bebyggelserne Fischerhütte, Liesbüttel, Pemeln, Spann, Schnittlohe og Wilhelmsburg